# Liste de ponts du Cantal
Cette liste de ponts du Cantal, est classés par longueur (supérieure à 100 mètres) et par cours d'eau, ainsi que des ponts présentant un intérêt architectural ou historique dont l'emblématique viaduc de Garabit.

## Ponts de longueur supérieure à 100 m

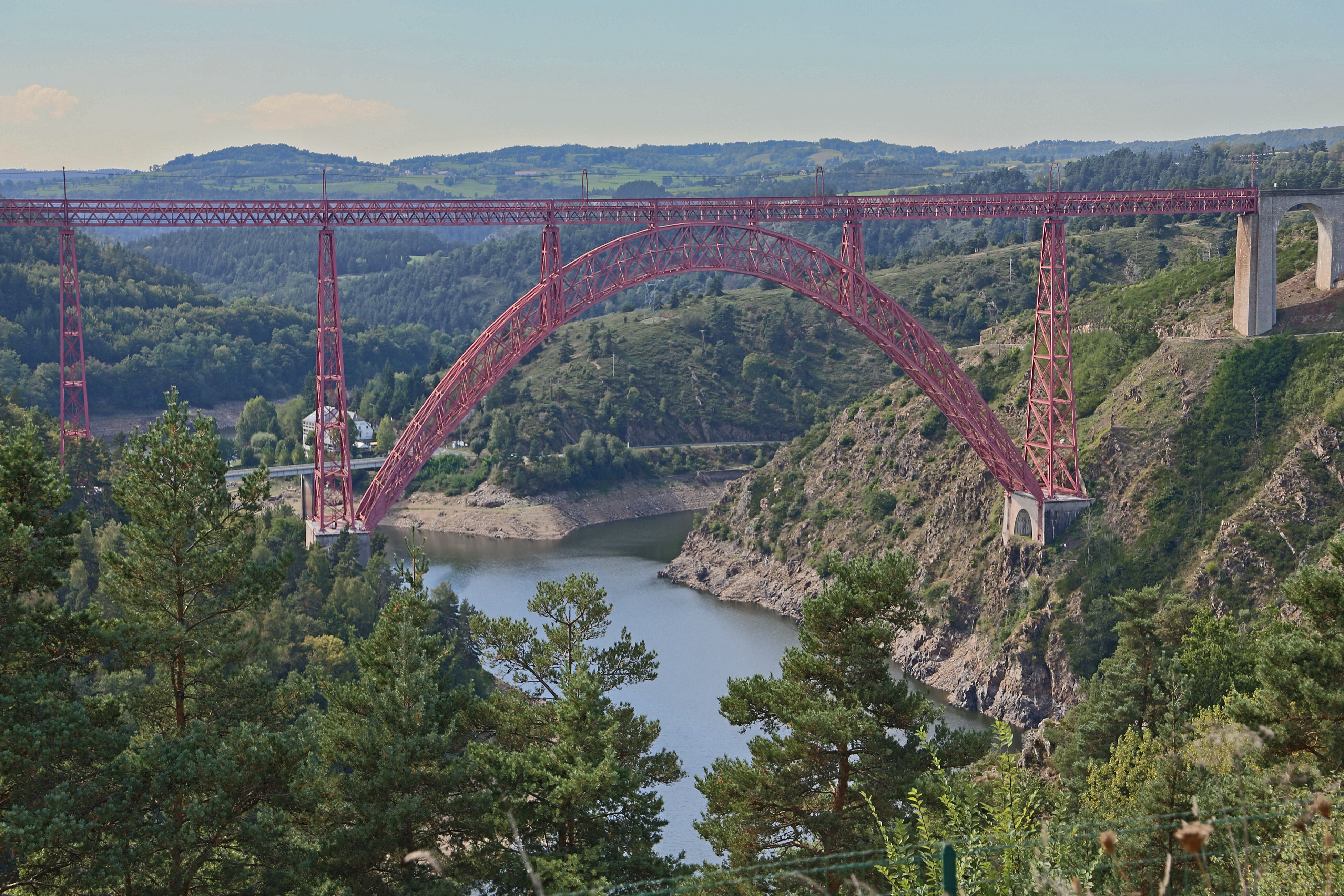
Le viaduc de Garabit

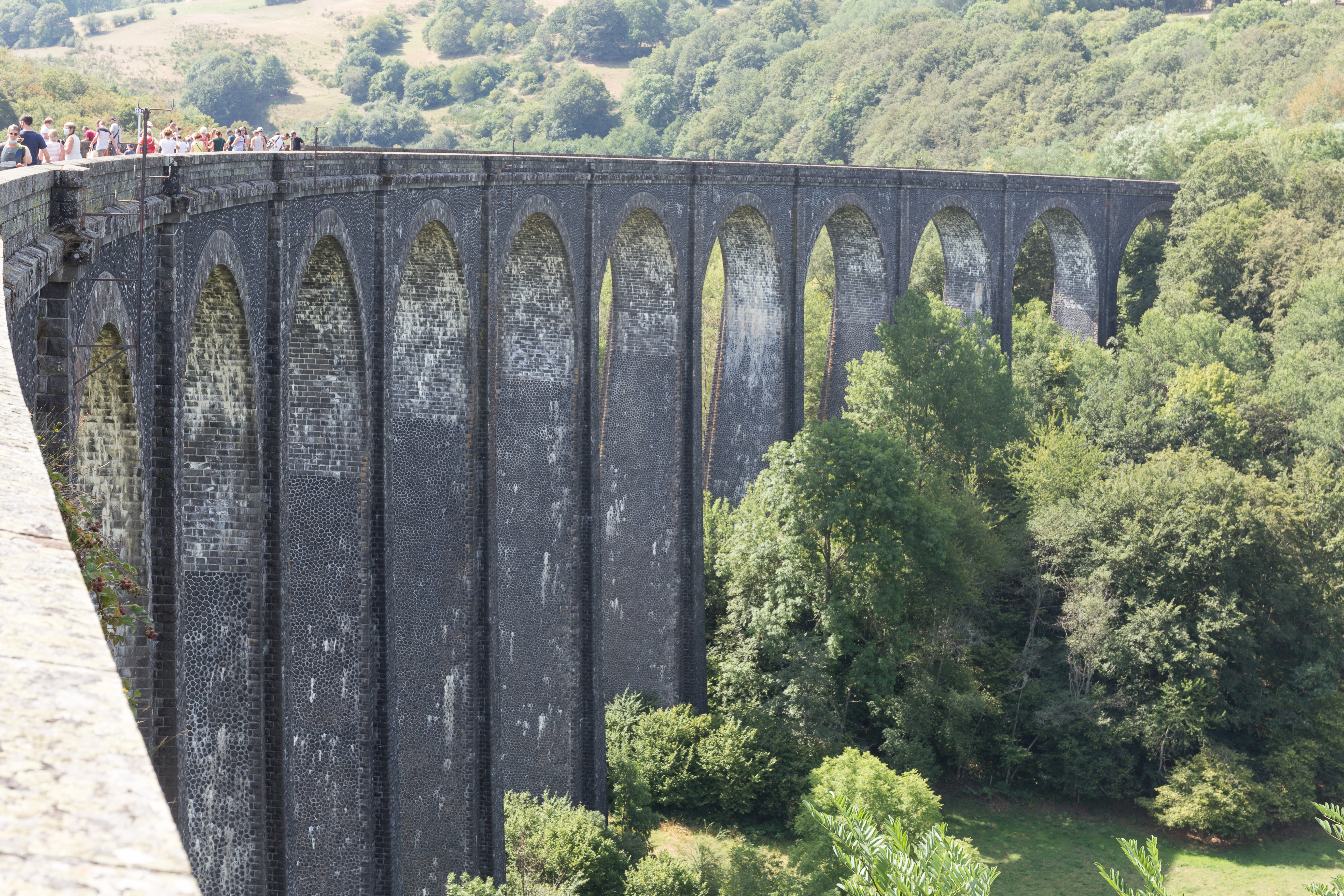
Le viaduc de Barajol

Les ouvrages de longueur totale supérieure à 100 m du département du Cantal sont classés ci-après par gestionnaires de voies.

### Ponts ferroviaires
- Viaduc de Garabit sur la Ligne de Béziers à Neussargues, long de 564,69 m, œuvre de Gustave Eiffel et terminé en 1884. Classé monuments historiques en 2017.
- Viaduc de Barajol sur la ligne Bort-les-Orgues - Neussargues, long de 317 m, inscrit au titre des monuments historiques en 1984 et aussi le viaduc de Chassagny (98 m), le viaduc de Lugarde (153 m) et le viaduc de Saint-Saturnin (206 m) également sur la même ligne. Les trois premiers sont empruntés par le train touristique Gentiane express.

### Autoroute

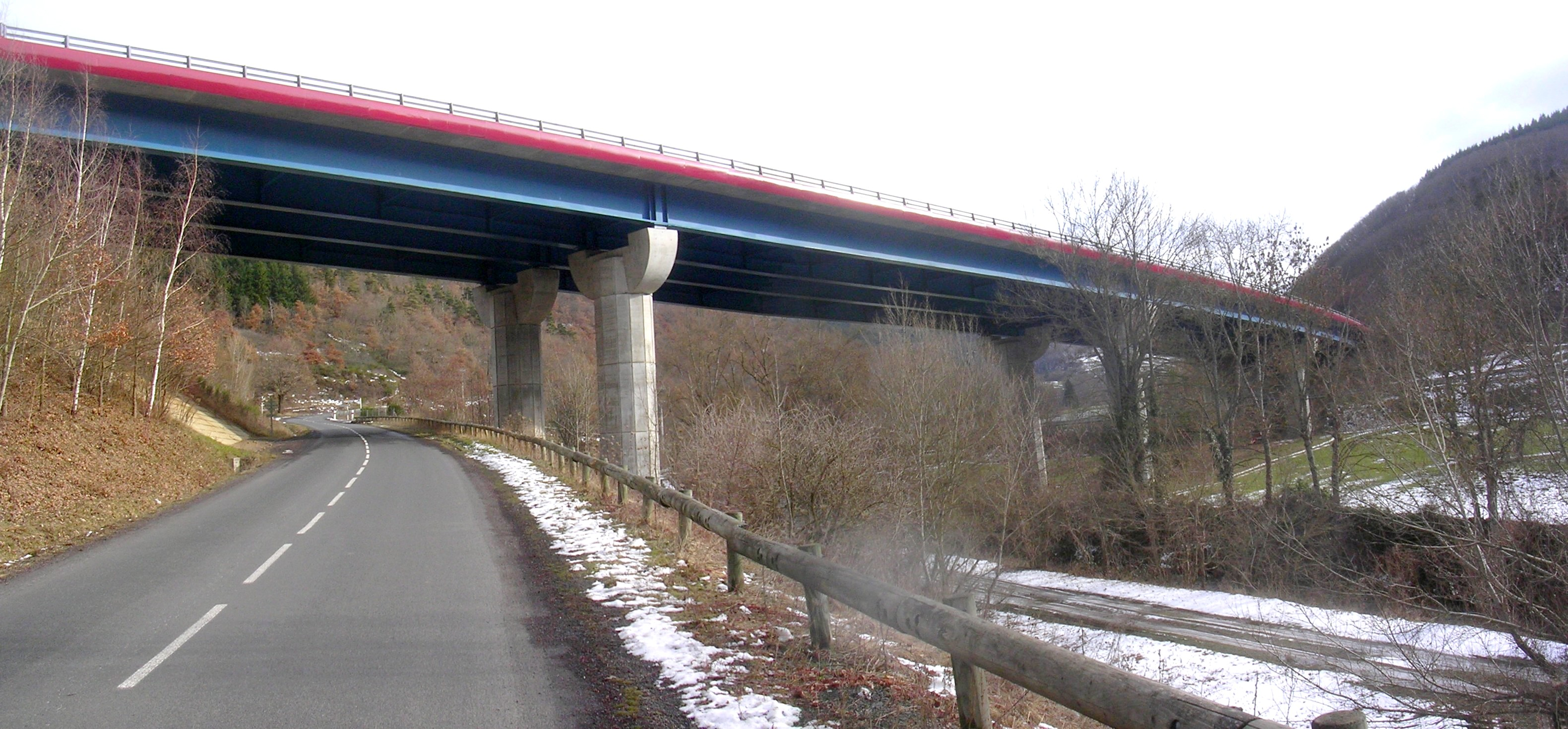
Pont de l'Alagnonnette.

- Pont autoroutier de Garabit
- Pont de l'Alagnonnette à Massiac

### Routes départementales
- Nouveau pont de Tréboul, pont suspendu de 159 m ayant remplacé en 1935 l'ancien pont en pierre noyé par le barrage de Sarrans.

## Ponts présentant un intérêt architectural ou historique

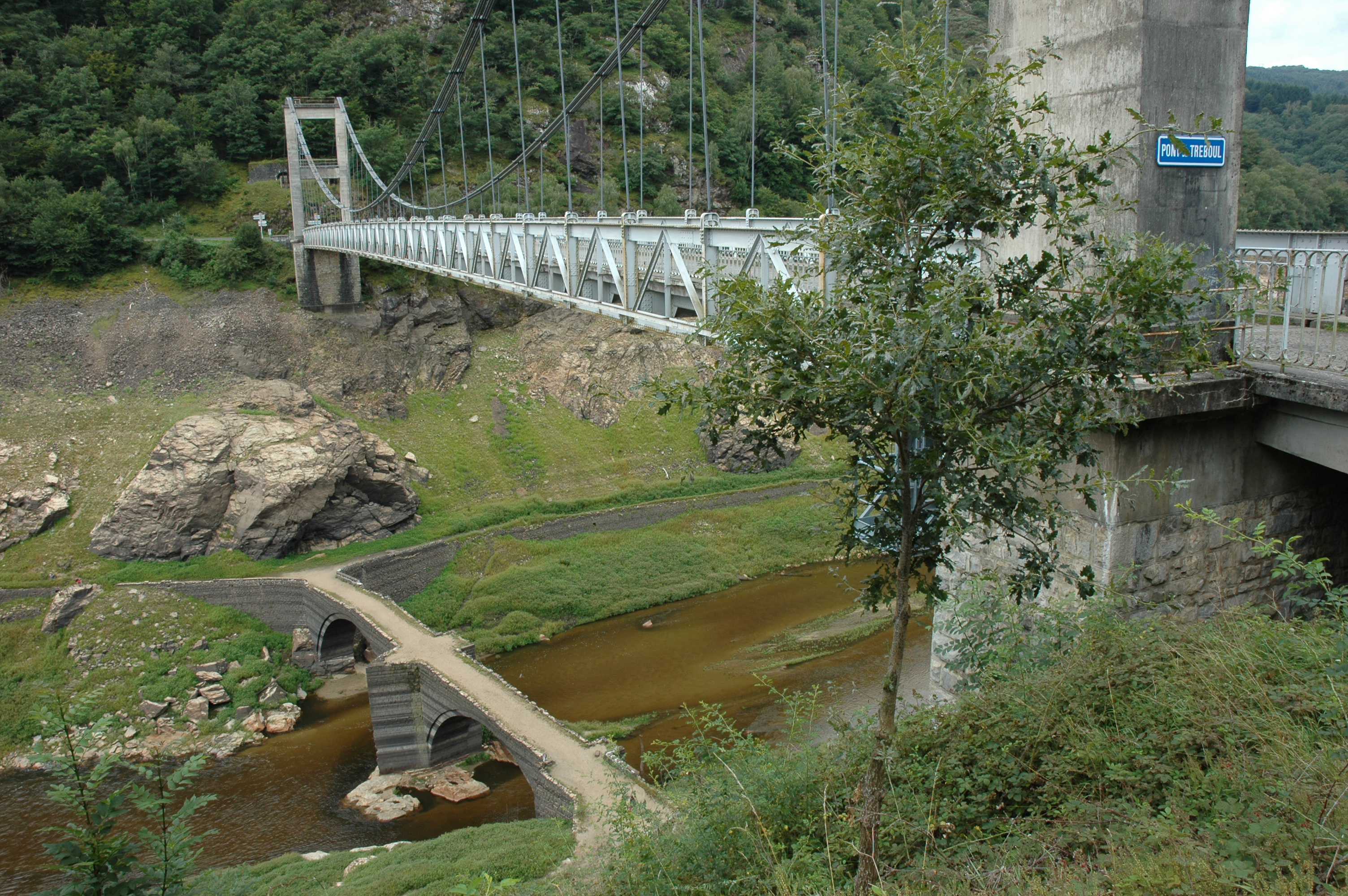
Ponts de Tréboul lors de la vidange de 2014

Les ponts du Cantal inscrits à l’inventaire national des monuments historiques sont recensés ci-après.
- Viaduc de Salsignac - Antignac (Cantal) - XXe siècle
- Pont routier - Bassignac - XVIIIe siècle
- Viaduc de la Sumène (366 m) à Bassignac et Méallet et viaduc du Mars (220 m) à Méallet et Jaleyrac, viaducs ferroviaires proches mis en service en 1893 et inscrits aux monuments historiques en 2006.
- Pont Vieux (Saint-Flour) - Saint-Flour - XIe siècle[1]
- Vieux Pont de Tréboul, monument historique noyé en 1933 dans le barrage de Sarrans, visible uniquement pendant les vidanges.
- Pont routier - Saint-Simon - XVIIe siècle
- Pont suspendu piétonnier - Vebret - XIXe siècle[2]